# Serie di Bell
In matematica, per serie di Bell si intende una serie formale di potenze utilizzata per studiare le proprietà delle funzioni aritmetiche moltiplicative. Questo genere di serie è stato introdotto e sviluppato da Eric Temple Bell.
Consideriamo una funzione aritmetica {\displaystyle f} e un numero primo {\displaystyle p}, si definisce come serie di Bell di {\displaystyle f} modulo {\displaystyle p} la serie formale di potenze {\displaystyle f_{p}(x)} espressa come 
{\displaystyle f_{p}(x):=\sum _{n=0}^{\infty }f(p^{n})x^{n}.}
Vale un teorema di unicità: date due funzioni moltiplicative {\displaystyle f} e {\displaystyle g}, accade che {\displaystyle f=g} se e solo se {\displaystyle f_{p}(x)=g_{p}(x)} per tutti i primi {\displaystyle p.}
Vale anche un teorema di moltiplicazione: per ogni coppia di funzioni aritmetiche {\displaystyle f} e {\displaystyle g}, denotiamo con {\displaystyle h=f*g} la loro convoluzione di Dirichlet. Allora per ogni numero primo {\displaystyle p} si ha 
{\displaystyle h_{p}(x)=f_{p}(x)g_{p}(x).}
In particolare, questo rende agevole trovare la serie di Bell di una serie di una inversa di Dirichlet.
Se {\displaystyle f} è una funzione completamente moltiplicativa, allora
{\displaystyle f_{p}(x)={\frac {1}{1-f(p)x}}.}

## Esempi
Il seguente elenco presenta le serie di Bell delle funzioni aritmetiche più note.
- Funzione di Möbius: {\displaystyle \mu _{p}(x)=1-x.}
- Funzione toziente di Eulero: {\displaystyle \phi _{p}(x)={\frac {1-x}{1-px}}.}
- Funzione di Liouville: {\displaystyle \lambda _{p}(x)={\frac {1}{1+x}}.}
- Funzione potenza {\displaystyle k}-esima (con {\displaystyle k} intero non negativo): {\displaystyle ({\textrm {Id}}_{k})_{p}(x)={\frac {1}{1-p^{k}x}}.}
- Funzione sigma: {\displaystyle (\sigma _{k})_{p}(x)={\frac {1}{1-\sigma _{k}(p)x+p^{k}x^{2}}}.}